# 1499 en arts plastiques
| Années des arts plastiques : 1496 - 1497 - 1498 - 1499 - 1500 - 1501 - 1502    |
| Décennies des arts plastiques : 1460 - 1470 - 1480 - 1490 - 1500 - 1510 - 1520 |

Cette page concerne l'année 1499 en arts plastiques.

## Œuvres

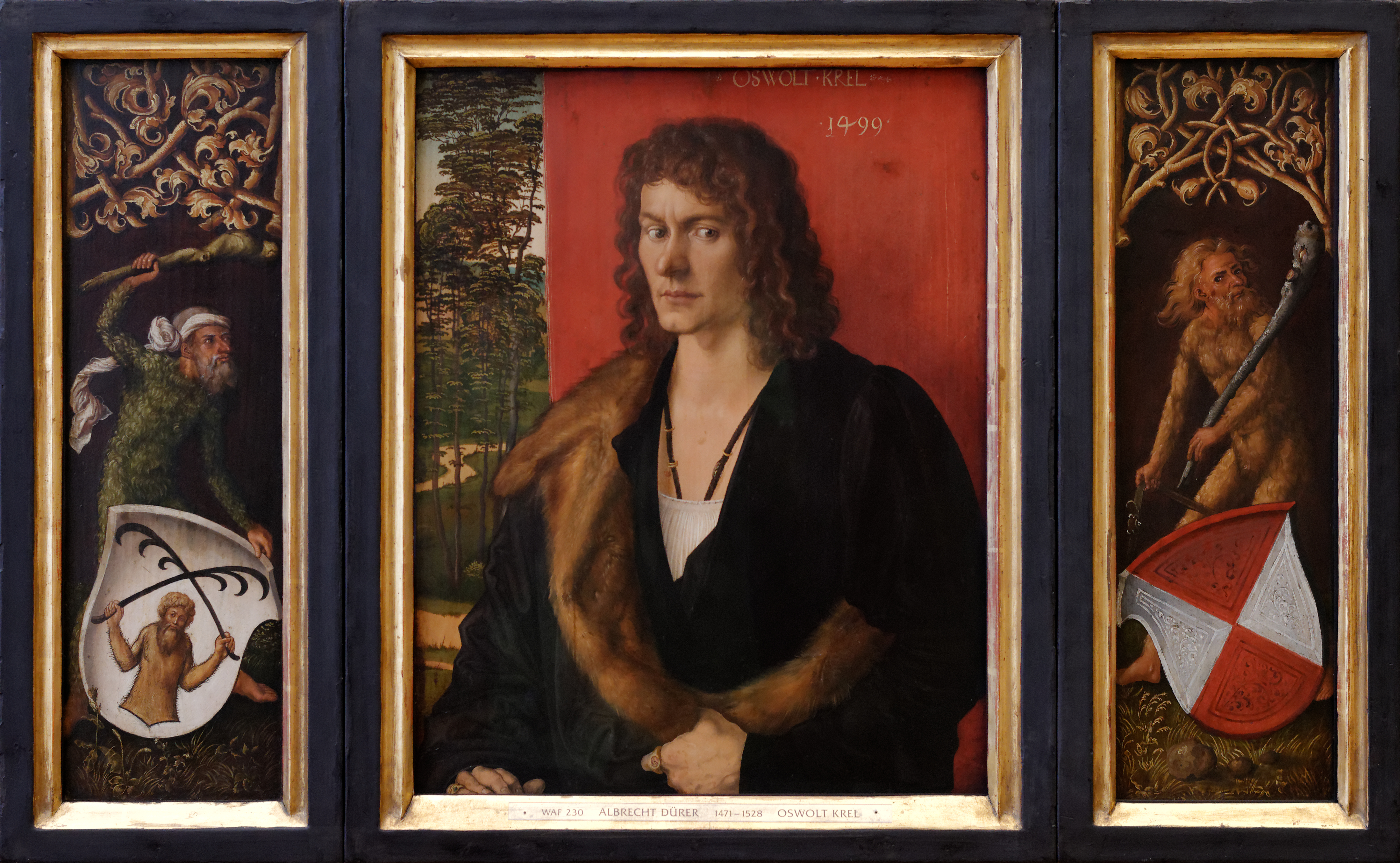
Portrait d'Oswald Krell, par Albrecht Dürer

- 1498-1499 : La Justice de Cambyse, diptyque de Gérard David.

## Événements
- Michel-Ange achève la Pietà de marbre pour Saint-Pierre de Rome.